# Squatina
Squatina представља род ајкула из породице Squatinidae. Обично настањују пешчана морска дна на дубини близу 150 метара. Многе врсте Међународна унија за заштиту природе сада класификује као критично угрожене. Некад уобичајена на великим подручјима североисточног Атлантика, од Норвешке, Шведске, Марока и Канарских Острва, до Средоземног и Црног мора, сада постоји значајан риболовни притисак што је резултирало значајним падом броја јединки.
Squatinidae су необичне по томе што имају спљоштена тела и широка грудна пераја која подсећају на раже. Ова породица је једина у свом реду Squatiniformes. Распрострањени су широм света. Већина врста насељава плитка умерена или тропска мора, али неколико врста настањује дубље воде, до 1.300 метара. Squatina се понекад називају и грдобине, мада се то име примењује и на припаднике рода Lophius.
Док се неке врсте јављају у широком географском распону, већина је ограничена на мање подручје. Ограничење у географском распону могло би бити резултат понашања склатских врста, које су предатори из заседе са одговарајућим стационарним навикама.

## Изглед и биологија
Док је предњи део тела широк и спљоштен, задњи део задржава мишићни изглед карактеристичнији за остале ајкуле. Очи и пет шкрга се налазе на леђима. Карлична пераја су велика и налазе се хоризонтално. Постоје два леђна пераја, доњи су дужи од горњих. Већина врста достиже дужину од 1,5 метара, при чему је познат и Squatina japonica, који достиже 2 метара. Неке морске ајкуле имају деформитете који су описани у пречоусте. Оне могу да укључују скелетне деформације, као закривљеност кичме у страну (сколиоза), закривљеност грбе (кифоза), аксијална закривљеност кичме (лордоза), недостајуће пераје, додатне пераје, деформисана њушка и још много тога. Ове неправилности пронађене су само код неколико морских ајкула, али узроци тих деформитета су откривени из прехрамбене неравнотеже у исхрани, генетских фактора, паразита, трауматских повреда или стреса. У току 2015. године заробљене су и прегледане две ајкуле, а обе су показале закривљеност кичме у страну (сколиозу), а такође и закривљеност грбе. Обе животиње су имале закривљеност у средини својих грудних пераја, али деформитет није утицао на њихову способност пливања.
Извештава се да је кичмена сколиоза различита код морских ајкула, али углавном код пелагичних ајкула који зависе од њихових способности пливања да ухвате свој плен. За Squatina, тачније склат (S. squatina), изгледа да ове закривљености не утичу значајно на њену ловачку способност, што укључује и укопавање како би заседао свој плен. Тренутно, истраживање претпоставља да је већина физичких повреда узрокована интеракцијом са људима због њиховог сталног уплитања у обална подручја, где живи већина ајкула. Забележено је неколико напада, а неколико њих се десило због случајног гажења на укопане новорођене ајкуле. Улов Squatina californica повећао се средином 1980-их и достигао је преко 1.125 тона 1986. године, чиме је постала врста ајкуле са највећим укупним пријављеним уловом на западној обали САД у тој години.
Squatina поседује истегљиве чељусти које могу брзо да се затворе и да улове плен и имају дуге зубе у облику игле. Крију се у широком седименту чекајући плен, који укључује рибе, ракове и разне врсте мекушаца. Они су ововивипарне, поседују легло до 13 младунаца. Squatina californica рађају младе од марта до јуна у дубокој води — углавном од 55 и 90 метара — вероватно да би заштитили младунче од грабљиваца.
Squatina обично бораве на дубинама од 1 до 200 метара и могу се видети на блатним или бентоским подлогама где се лако могу уклопити док вребају плен. Подручја са највећом погодношћу станишта састоје се од идеалне температуре, нивоа кисеоника, сланости и дубине. Чланови породице Squatinidae имају јединствену камуфлажну методу, која иде заједно са начином на који долазе до хране, укључујући лежање на морском дну, прављење брзих покрета при проналаску плена и коришћење негативног притиска за хватање плена усисивајући га у своја уста.

## Анализа врста
Морфолошка идентификација може бити тешка због дисконтинуитета и сличности врста. У овој специфичној околности, у јужном делу западног Атлантика постоје три врсте из рода Squatina. Три посматране врсте су Squatina guggenheim, S. occulta и бразилска Pseudobatos horkelii. Ове три врсте су наведене на Црвеној листи IUCN-а као угрожене, а сада су заштићене бразилским законом, због чега риболов није легалан. Да би се спречила трговина овим угроженим врстама дуж Сао Паулоа, коришћено је ДНК баркодирање, које открива риболов и кријумчарење ових заштићених врста.

## Станиште
Врсте рода Squatina насељавају умерено и тропско море. Оне се обично налазе у плитким водама на дубинама од 10 до 328 метара од обале. Познато је да се током дана укопавају у песак или блато, где недељама остају камуфлиране док пожељни плен не дође до њих. Ноћу постају активније. Squatina лови рибе, ракове и главоношце.

## Понашање
Иако ова ајкула живи на дну мора и делује безопасно, може нанети болне повреде ако се изазове, захваљујући снажним чељустима и оштрим зубима. Брани се угризом ако јој ронилац приђе уз главу или ако је ухвати за реп.
Squatina има јединствен начин дисања у поређењу са већином осталих риба. Не испумпава воду из орофарингеалне шупљине, као друге рибе. Уместо тога, користи шкрге које се налазе испод тела, како би испумпавали воду током дисања. То им такође омогућава да буду дискретнији и да се не открију.

## Комерцијална вредност
Пре краја 1980-их, Squatina californica сматрана је грдобином мркуљом (лат. Lophius piscatorius). Била је споредни улов, без комерцијалне привлачности и коришћена је само као мамац за ракове. Године 1977. Мајкл Вагнер, прерађивач рибе у Санта Барбари, у сарадњи са локалним комерцијалним риболовцима, развио је тржиште ајкула. Годишњи улов врста из рода Squatina 1977. године процењен је на 147 килограма. До 1985. године, годишњи улов Squatina на централној обали Калифорније порастао је на више од 454 тоне или, према процени, 90.000 ајкула. Бројност се драматично смањила и сада је регулисана. Због чињенице да врсте рода Squatina живе врло близу обале, оне су често завршавале у мрежи и када нису биле мета. Године 1991. употреба мрежа у Калифорнији била је забрањена, а риболов је ограничен. Ово је помогло да се смањи број уловљених Squatina.
У априлу 2008. влада Велике Британије пружила је врстама рода Squatina пуну заштиту на основу Закона о дивљини и природи из 1981. године. У Атлантском океану, склат (Squatina squatina) је 2010. класификована као критично угрожена.

## Врсте
Тренутно је признато 24 врсте у овом роду:
- Squatina aculeata G. Cuvier, 1829
- Squatina africana Regan, 1908
- Squatina albipunctata Last & W. T. White, 2008
- Squatina argentina (Marini, 1930)
- Squatina armata (Philippi, 1887)
- Squatina australis Regan, 1906
- Squatina caillieti J. H. Walsh, Ebert & Compagno, 2011[14]
- Squatina californica Ayres, 1859
- Squatina david Acero P, Tavera Vargas, Anguila-Gómez & Hernández-Beracasa, 2016[15]
- Squatina dumeril Lesueur, 1818
- Squatina formosa S. C. Shen & W. H. Ting, 1972
- Squatina guggenheim Marini, 1936
- Squatina heteroptera Castro-Aguirre, Espinoza-Pérez & Huidobro-Campos, 2007
- Squatina japonica Bleeker, 1858
- Squatina legnota Last & W. T. White, 2008
- Squatina mexicana Castro-Aguirre, Espinoza-Pérez & Huidobro-Campos, 2007
- Squatina nebulosa Regan, 1906
- Squatina occulta Vooren & K. G. da Silva, 1992
- Squatina oculata Bonaparte, 1840
- Squatina pseudocellata Last & W. T. White, 2008
- Squatina punctata Marini 1936
- Склат (Squatina squatina) (Linnaeus, 1758)
- Squatina tergocellata McCulloch, 1914
- Squatina tergocellatoides J. S. T. F. Chen, 1963[3]

- Squatina australis
- Squatina californica
- Squatina dumeril
- Squatina japonica
- Склат (Squatina squatina)